# Régions de développement du Népal
Vous pouvez aider à l'améliorer ou bien discuter des problèmes sur sa page de discussion.
- Il ne cite pas suffisamment ses sources. Vous pouvez indiquer les passages à sourcer avec {{référence nécessaire}} ou {{Référence souhaitée}}, et inclure les références utiles en les liant aux notes de bas de page. (Marqué depuis mars 2025)
- Son texte doit être wikifié : il ne correspond pas à la mise en forme Wikipédia (style, typographie, liens internes, liens entre les wikis, etc.). (Marqué depuis mars 2025)

- Archive Wikiwix
- Bing
- Cairn
- DuckDuckGo
- E. Universalis
- Gallica
- Google
- G. Books
- G. News
- G. Scholar
- Persée
- Qwant
- (zh) Baidu
- (ru) Yandex
- (wd) trouver des œuvres sur Wikidata

Le Népal était subdivisé jusqu'en 2015 en 5 régions de développement (en népalais : विकास क्षेत्र), regroupant 14 zones et 75 districts.

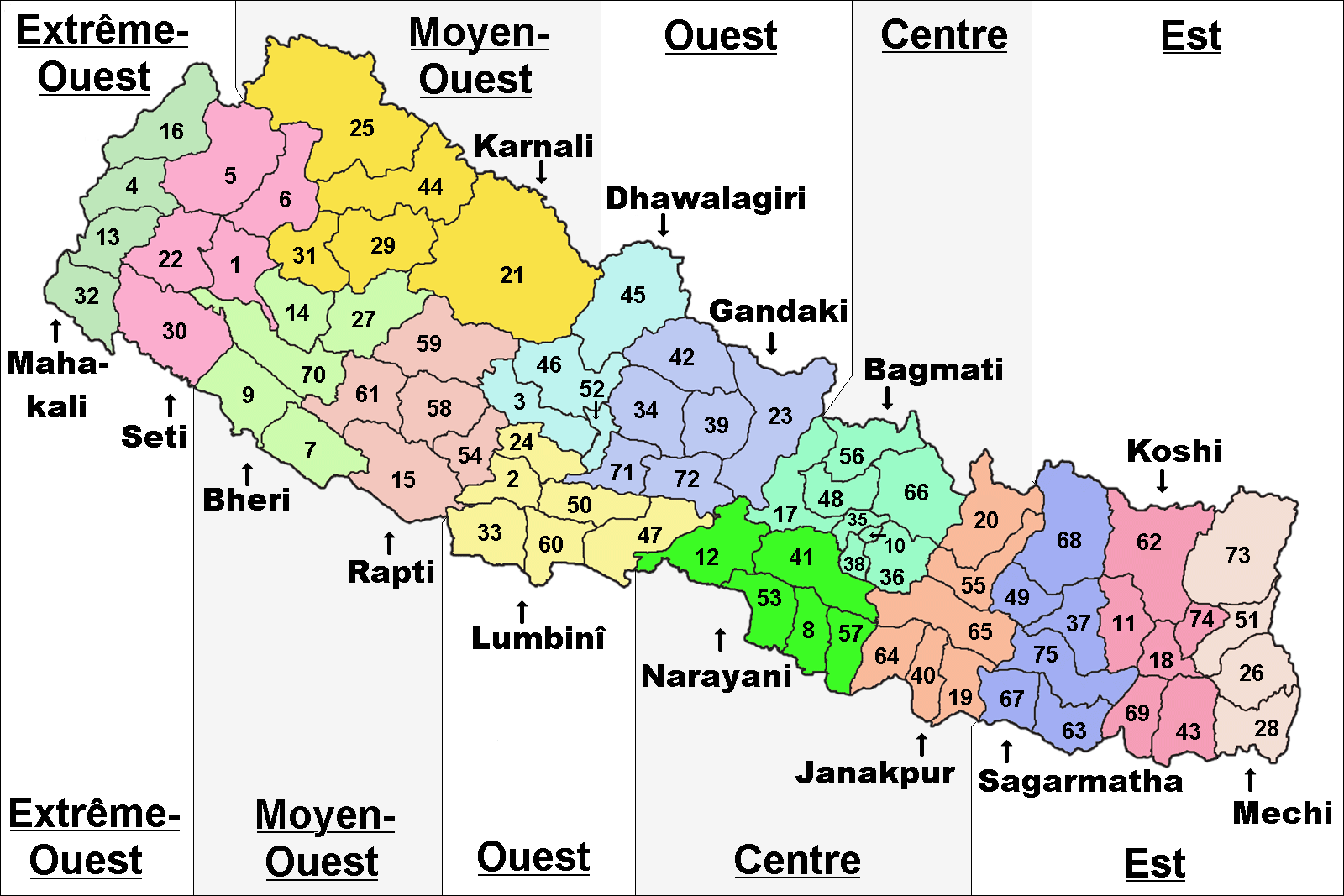
Les subdivisions du Népal

Ces régions sont :
Région de développement Extrême-Ouest,
subdivisée en 2 zones groupant 9 districts :
- zone de Mahakali, groupant 4 districts :
Baitadi (4), Dadeldhura (13), Darchula (16), Kanchanpur (32) ;
- zone de Seti, groupant 5 districts :
Achham (1), Bajhang (5), Bajura (6), Doti (22), Kailali (30).

Région de développement Moyen-Ouest,
subdivisée en 3 zones groupant 15 districts :
- zone de Bheri, groupant 5 districts :
Banke (7), Bardiya (9), Dailekh (14), Jajarkot (27), Surkhet (70) ;
- zone de Karnali, groupant 5 districts :
Dolpa (21), Humla (25), Jumla (29), Kalikot (31), Mugu (44) ;
- zone de Rapti, groupant 5 districts :
Dang (15), Pyuthan (54), Rolpa (58), Rukum (59), Salyan (61).

Région de développement Ouest,
subdivisée en 3 zones groupant 16 districts :
- zone de Dhawalagiri, groupant 4 districts :
Baglung (3), Mustang (45), Myagdi (46), Parbat (52) ;
- zone de Gandaki, groupant 6 districts :
Gorkha (23), Kaski (34), Lamjung (39), Manang (42), Syangja (71), Tanahu (72) ;
- zone de Lumbinî, groupant 6 districts :
Arghakhanchi (2), Gulmi (24), Kapilvastu (33), Nawalparasi (47), Palpa (50), Rupandehi (60).

Région de développement Centre,
subdivisée en 3 zones groupant 19 districts :
- zone de la Bagmati, groupant 8 districts :
Bhaktapur (10), Dhading (17), Katmandou (35), Kavrepalanchok (36), Lalitpur (38), Nuwakot (48), Rasuwa (56), Sindhulpalchok (66) ;
- zone de Janakpur, groupant 6 districts :
Dhanusha (19), Dolkha (20), Mahottari (40), Ramechhap (55), Sarlahi (64), Sindhuli (65) ;
- zone de Narayani, groupant 5 districts :
Bara (8), Chitwan (12), Makwanpur (41), Parsa (53), Rautahat (57).

Région de développement Est,
subdivisée en 3 zones groupant 15 districts :
- zone de Koshi, groupant 6 districts :
Bhojpur (11), Dhankuta (18), Morang (43), Sankhuwasabha (62), Sunsari (69), Terhathum (74) ;
- zone de Mechi, groupant 4 districts :
Ilam (26), Jhapa (28), Panchthar (51), Taplejung (73) ;
- zone de Sagarmatha, groupant 6 districts :
Khotang (37), Okhaldhunga (49), Saptari (63), Siraha (67), Solukhumbu (68), Udayapur (75).